# Zimní spartakiáda národů SSSR 1978
IV. zimní spartakiáda národů SSSR se konala v březnu 1978 ve Sverdlovsku, v Bakuriani v Gruzii a v Siguldě v Lotyšsku. Zahajovací a závěrečný ceremoniál se konal na Centrálním stadionu ve Sverdlovsku.
Včetně kvalifikací se spartakiády zúčastnilo 31 milionů sovětských sportovců. Vítěz Spartakiády zároveň obdržel titul Mistr SSSR. Ve finálových závodech soutěžilo 59 družstev ze svazových republik, měst Miskvy a Leningradu a oblastí RSFSR v celkovém počtu 2007, z čehož bylo 593 žen. Poprvé se finále zúčastnili sportovci z Uzbecké a Kyrgyzské SSR. Mezi sportovci bylo 27 zasloužených mistrů sportu, 118 mistrů sportů mezinárodní třídy, 641 mistrů sportu SSSR, 494 kandidátů mistra sportu, 487 sportovců první třídy a 270 sportovců ostatních zařazení.

## Sporty

### Rychlobruslení
Vítězi se stali Ljubov Sadčikovová (Smolenská oblast na 500 m za 42,70 s, Natalja Zaborskich (Gorkijská oblast na 1000 m za 1:27,93, Natalja Petrusjovová (Moskva) na 3000 m za 4:51.51, Valerij Muratov (Moskva) na 500 m za 39,05, Vladimir Lobanov (Moskva) dvakrát na 1000 a 1500 m za 1:18,20 a 2:00,61. Taťjana Averinová (Moskva) vyhrála na 1500 m za 2:16,37 a Sergej Marčuk (Moskva) dvakrát na 5000 a 10000 m za 7:12.95 a 14:47.2. Ocenění získali i mladí rychlobruslaři Nikolaj Prejn, Sergej Filippov a Vitalij Zazerskij.

### Klasické lyžování
První tým RSFSR (Nikolaj Bažukov, Sergej Saveljev, Nikolaj Zimjatov, Vasilij Ročev) vyhrál štafetový závod na 4 x 10 km před týmem Sverdlovské oblasti. Vítězem ve skoku na lyžích se stal Viktor Pirožkov. Zvítězili také Zinaida Amosovová (Sverdlovsk), Galina Kulakovová (Udmurtská ASSR) na 10 km, Raisa Smetaninová (Komiská ASSR), Nina Ročevová a S. Saveljev. Jevgenij Beljajev (Leningrad) vyhrál na vzdálenost 50 km před Vasilijem Ročevem. Ocenění získali také mladí lyžaři Vadim Pankov, Nikolaj Pjatygin, Natalja Kuzněcovová a Aleksandr Čurikov.

### Sjezdové lyžování
Ve sjezdu vyhrál student z Kemerova Vladimir Makejev. Ocenění získali také mladí lyžaři Viktor Sanakojev a Alexandr Žirov.

### Saně
Na dvoumístných saních na trati v Siguldě, která je delší než 1000 m a má 12 zatáčeki, zvítězili bratři Bakirovové (Ukrajinská SSR). Na třetím místě skončili zasloužilí mistři sportu Dainis Bremze a Aigars Krikis. V ženách zvítězila Věra Zozuljová

### Biatlon
V biatlonu na střelnici Dinamo v závodech zvítězili zasloužení mistři sportu Alexandr Tichonov, Alexandr Jelizarov a Nikolaj Kruglov a ocenění získali mladí sportovci Vladimir Alikin a Vladimir Artěmjev

### Krasobruslení
V kategorii sportovních dvojic zvítězili Marina Čerkasovová se Sergejem Šachrajem. V mužích zvítězil Igor Bobrin.

### Lední hokej
Lední hokej se hrál v Pervouralsku a zvítězil tým Moskvy, před týmy Penzenské oblasti a Sverdlovské oblasti.